# One More Light World Tour
Il One More Light World Tour è stato il quindicesimo tour del gruppo musicale statunitense Linkin Park intrapreso nel corso del 2017 per promuovere il loro settimo album in studio One More Light.
Il tour è partito a maggio 2017 con quattro date iniziali nell'America meridionale, per poi svolgersi in Europa tra fine maggio e inizio luglio 2017, durante il quale i Linkin Park hanno preso parte ad alcuni festival come il Nova Rock in Austria, l'Independent Days Festival in Italia e il Download Festival in Francia e in Spagna. Il tour si sarebbe dovuto svolgere anche nell'America del Nord tra luglio e ottobre 2017, con Machine Gun Kelly in qualità di artista di apertura, ma la scomparsa del frontman Chester Bennington, avvenuta per suicidio il 20 luglio 2017, ha portato i restanti componenti del gruppo a cancellarlo. La stessa sorte è toccata anche al tour previsto in Giappone a novembre 2017, dopo che i Linkin Park avevano preso temporaneamente in considerazione di esibirsi anche senza Bennington.
Per commemorare il tour svolto con Bennington, il 15 dicembre 2017 il gruppo ha pubblicato l'album dal vivo One More Light Live, composto da una selezione dei brani eseguiti durante lo stesso.

## Date e tappe
| 6 maggio 2017  | Buenos Aires      | Tecnópolis                   | Argentina       |
| 9 maggio 2017  | Santiago del Cile | Movistar Arena               | Cile            |
| 11 maggio 2017 | Lima              | Stadio Nazionale del Perù    | Perù            |
| 13 maggio 2017 | San Paolo         | Circuito di Interlagos       | Brasile         |
| Europa         |                   |                              |                 |
| 9 giugno 2017  | Parigi            | Base Aérienne 217            | Francia         |
| 11 giugno 2017 | Praga             | Flugplatz Prag-Letňany       | Repubblica Ceca |
| 12 giugno 2017 | Berlino           | Mercedes-Benz Arena          | Germania        |
| 14 giugno 2017 | Nickelsdorf       | Pannonia Fields II           | Austria         |
| 15 giugno 2017 | Cracovia          | Tauron Arena Kraków          | Polonia         |
| 17 giugno 2017 | Monza             | Autodromo nazionale di Monza | Italia          |
| 18 giugno 2017 | Clisson           | Champ Louet                  | Francia         |
| 20 giugno 2017 | Amsterdam         | Ziggo Dome                   | Paesi Bassi     |
| 22 giugno 2017 | Madrid            | Caja Mágica                  | Spagna          |
| 24 giugno 2017 | Scheeßel          | Eichenring                   | Germania        |
| 25 giugno 2017 | Neuhausen ob Eck  | Flugplatz Neuhausen ob Eck   | Germania        |
| 27 giugno 2017 | Sopron            | Lővér Camping Site           | Ungheria        |
| 29 giugno 2017 | Norrköping        | Norrköping-Bråvalla Airfield | Svezia          |
| 1º luglio 2017 | Werchter          | Werchter Festivalpark        | Belgio          |
| 3 luglio 2017  | Londra            | The O2 Arena                 | Regno Unito     |
| 4 luglio 2017  | Londra            | Brixton Academy              | Regno Unito     |
| 6 luglio 2017  | Birmingham        | Barclaycard Arena            | Regno Unito     |

### Date cancellate
| Data              | Città           | Luogo                                | Paese                 | Causa                   |
| Europa            | Europa          | Europa                               | Europa                | Europa                  |
| ----------------- | --------------- | ------------------------------------ | --------------------- | ----------------------- |
| 7 luglio 2017     | Manchester      | Manchester Arena                     | Regno Unito           | Attentato di Manchester |
| America           |                 |                                      |                       |                         |
| 27 luglio 2017    | Mansfield       | Xfinity Center                       | Stati Uniti d'America | Morte di Bennington     |
| 28 luglio 2017    | New York        | Citi Field                           | Stati Uniti d'America | Morte di Bennington     |
| 30 luglio 2017    | Hershey         | Hersheypark Stadium                  | Stati Uniti d'America | Morte di Bennington     |
| 1º agosto 2017    | Camden          | BB&T Pavilion                        | Stati Uniti d'America | Morte di Bennington     |
| 2 agosto 2017     | Bristow         | Jiffy Lube Live                      | Stati Uniti d'America | Morte di Bennington     |
| 5 agosto 2017     | Uncasville      | Mohegan Sun Arena                    | Stati Uniti d'America | Morte di Bennington     |
| 7 agosto 2017     | Clarkston       | DTE Energy Music Theatre             | Stati Uniti d'America | Morte di Bennington     |
| 8 agosto 2017     | Toronto         | Budweiser Stage                      | Canada                | Morte di Bennington     |
| 10 agosto 2017    | Montréal        | Centre Bell                          | Canada                | Morte di Bennington     |
| 12 agosto 2017    | Cincinnati      | Riverbend Music Center               | Stati Uniti d'America | Morte di Bennington     |
| 14 agosto 2017    | Tinley Park     | Hollywood Casino Amphitheatre        | Stati Uniti d'America | Morte di Bennington     |
| 15 agosto 2017    | Saint Paul      | Xcel Energy Center                   | Stati Uniti d'America | Morte di Bennington     |
| 17 agosto 2017    | Charlotte       | PNC Music Pavilion                   | Stati Uniti d'America | Morte di Bennington     |
| 19 agosto 2017    | Tampa           | MidFlorida Credit Union Amphitheatre | Stati Uniti d'America | Morte di Bennington     |
| 20 agosto 2017    | West Palm Beach | Perfect Vodka Amphitheatre           | Stati Uniti d'America | Morte di Bennington     |
| 22 agosto 2017    | Houston         | Toyota Center                        | Stati Uniti d'America | Morte di Bennington     |
| 23 agosto 2017    | San Antonio     | AT&T Center                          | Stati Uniti d'America | Morte di Bennington     |
| 25 agosto 2017    | Dallas          | Starplex Pavilion                    | Stati Uniti d'America | Morte di Bennington     |
| 26 agosto 2017    | Oklahoma City   | Chesapeake Energy Arena              | Stati Uniti d'America | Morte di Bennington     |
| 28 agosto 2017    | Denver          | Pepsi Center                         | Stati Uniti d'America | Morte di Bennington     |
| 30 agosto 2017    | Phoenix         | Talking Stick Resort Arena           | Stati Uniti d'America | Morte di Bennington     |
| 1º settembre 2017 | Stateline       | Lake Tahoe Outdoor Arena             | Stati Uniti d'America | Morte di Bennington     |
| 2 settembre 2017  | Las Vegas       | MGM Grand Garden Arena               | Stati Uniti d'America | Morte di Bennington     |
| 14 ottobre 2017   | Seattle         | KeyArena                             | Stati Uniti d'America | Morte di Bennington     |
| 15 ottobre 2017   | Vancouver       | Rogers Arena                         | Canada                | Morte di Bennington     |
| 17 ottobre 2017   | Fresno          | Save Mart Center                     | Stati Uniti d'America | Morte di Bennington     |
| 18 ottobre 2017   | San Jose        | SAP Center                           | Stati Uniti d'America | Morte di Bennington     |
| 20 ottobre 2017   | Chula Vista     | Mattress Firm Amphitheatre           | Stati Uniti d'America | Morte di Bennington     |
| 22 ottobre 2017   | Los Angeles     | Hollywood Bowl                       | Stati Uniti d'America | Morte di Bennington     |
| Asia              |                 |                                      |                       |                         |
| 2 novembre 2017   | Chiba           | Makuhari Messe                       | Giappone              | Morte di Bennington     |
| 4 novembre 2017   | Chiba           | Makuhari Messe                       | Giappone              | Morte di Bennington     |
| 5 novembre 2017   | Chiba           | Makuhari Messe                       | Giappone              | Morte di Bennington     |

## Scaletta

### Sud America
1. Fallout/Roads Untraveled
2. The Catalyst (versione ridotta)
3. Wastelands
4. Talking to Myself
5. Burn It Down
6. One Step Closer
7. Castle of Glass (Experience Version)
8. Good Goodbye
9. Lost in the Echo (versione ridotta)
10. Battle Symphony
11. New Divide
12. Breaking the Habit
13. Crawling (Piano Version)
14. Leave Out All the Rest
15. Somewhere I Belong
16. What I've Done
17. In the End
18. Faint
19. Numb
20. Heavy
21. Papercut
22. Bleed It Out

### Europa
1. Fallout/Roads Untraveled
2. Talking to Myself
3. Burn It Down
4. The Catalyst (versione ridotta)
5. Wastelands
6. One Step Closer
7. Castle of Glass (Experience Version)
8. Good Goodbye
9. Lost in the Echo (versione ridotta)
10. Battle Symphony
11. New Divide
12. Invisible
13. Waiting for the End
14. Breaking the Habit
15. One More Light
16. Crawling (Piano Version)
17. Leave Out All the Rest
18. Somewhere I Belong
19. What I've Done
20. In the End
21. Faint

- Encore

1. Numb
2. Heavy
3. Papercut
4. Bleed It Out

- Nel corso del tour, Somewhere I Belong è stata sostituita con Points of Authority a Berlino e a Scheeßel,[11] con A Place for My Head in Polonia e in Italia[12] e con From the Inside ad Amsterdam.[13]
- In occasione della data di Berlino, i Linkin Park hanno sostituito Battle Symphony con Nobody Can Save Me, oltre ad aver eseguito Sharp Edges prima di Numb.[11]

## Formazione
- Chester Bennington – voce, chitarra in Nobody Can Save Me, Battle Symphony e Sharp Edges
- Mike Shinoda – voce, tastiera, chitarra
- Brad Delson – chitarra, cori
- Phoenix – basso, cori, campionatore in Good Goodbye, chitarra in Leave Out All the Rest
- Rob Bourdon – batteria
- Joe Hahn – giradischi, campionatore, cori